# اداره کشاورزی (بمپور)
اداره کشاورزی روستایی در دهستان خیرآباد بخش مرکزی شهرستان بمپور استان سیستان و بلوچستان ایران است.

## جمعیت
بر پایه سرشماری عمومی نفوس و مسکن در سال ۱۳۹۵ جمعیت این روستا ۴۰ نفر (۱۰خانوار) بوده‌است.